# Flughafen Gimpo

i8
i11
i13
Der Flughafen Gimpo (koreanisch 김포국제공항, englisch Gimpo International Airport, IATA-Code: GMP, ICAO-Code: RKSS), früher auch Flughafen Kimpo, ist der zweitgrößte Verkehrsflughafen in Südkorea. Er befindet sich im äußersten Westen der Hauptstadt Seoul in Gwahae-dong südlich des Flusses Hangang nahe Gimpo und war bis zur Eröffnung des Flughafens Incheon im Jahr 2001 der bedeutendste des Landes. Flughafenbetreiber ist die Korea Airports Corporation.

## Geschichte
Im Jahr 1939 wurde Gimpo als Militärflugplatz der japanischen Besatzungsmacht errichtet. Seine Lage im Stadtgebiet Seouls machte ihn während des Koreakrieges strategisch bedeutsam und sorgte für einen stetigen Ausbau. 
Nach der Eröffnung des Flughafens Incheon im Jahr 2001 sollte der Flughafen Gimpo eigentlich nur noch als nationaler Flughafen dienen. Seit einiger Zeit gibt es jedoch wieder immer mehr internationale Verbindungen.

## Verkehrsanbindung
Der Flughafen ist über die Bahnlinie AREX an den Flughafen Incheon angebunden, die bis Ende 2010 ins Stadtzentrum Seoul erweitert wurde. Zahlreiche Busse fahren vom Flughafen Incheon über Gimpo in viele Bezirke von Seoul. Nach Seoul führen zudem die Linien 5 und 9 der U-Bahn Seoul.

## Verkehrszahlen
Im Jahr 2006 wurden 13.766.523 Passagiere abgefertigt, dabei fanden 94.943 Flugbewegungen statt. 2016 waren es 25.043.088 Passagiere.

## Infrastruktur
Der Flughafen verfügt über zwei Start-/Landebahnen (3600 m × 45 m sowie 3200 m × 60 m), zwei Passagier-Abfertigungshallen und ein Frachtterminal.

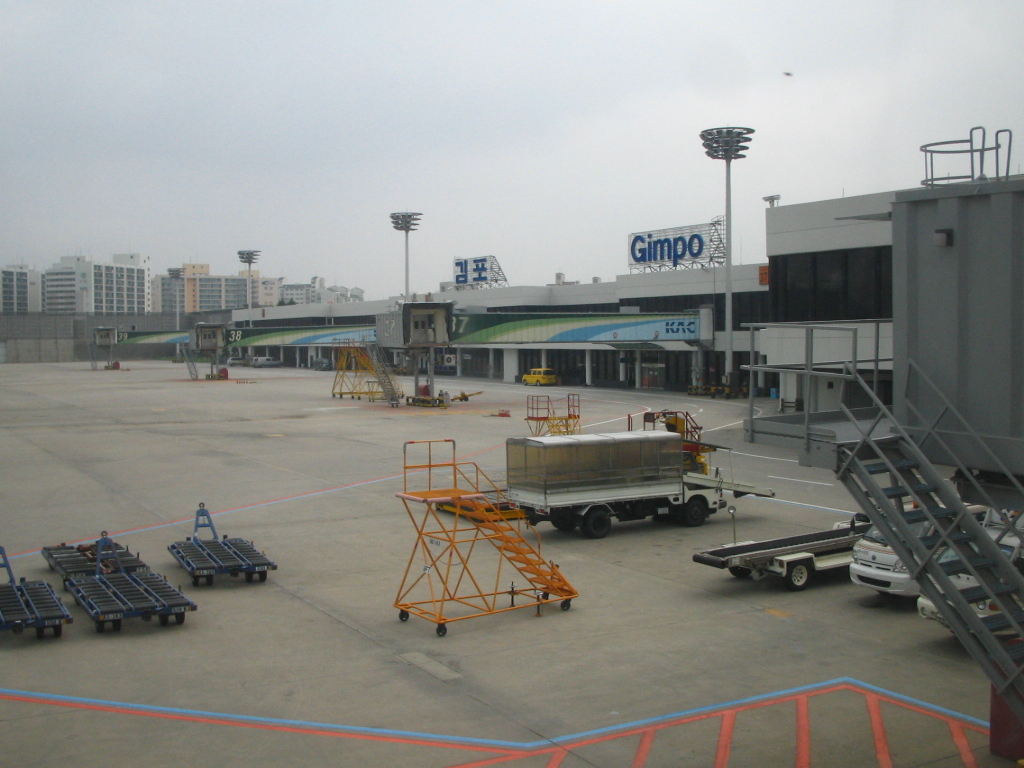
Gebäude des Flughafens
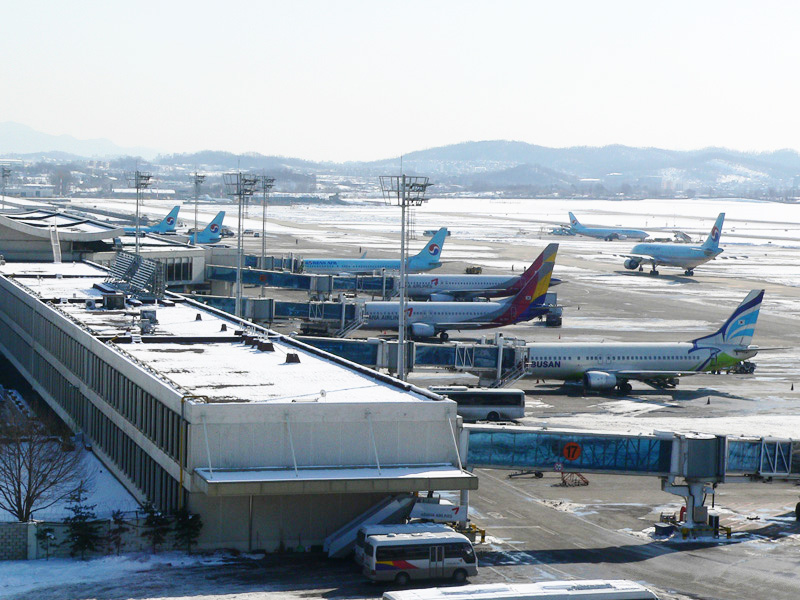
Gebäude des Flughafens

## Zwischenfälle
- Am 25. Juni 1950 wurde eine frisch reparierte Douglas DC-4/C-54D-10-DC der United States Air Force (USAF) (Luftfahrzeugkennzeichen 42-72648) auf dem Militärflugplatz Seoul K-14 durch einen Luftangriff nordkoreanischer Kampfflugzeuge schwer beschädigt. Die Maschine wurde dann durch die US-Flugbesatzung absichtlich in Brand gesetzt und zerstört. Alle Insassen überlebten die Zerstörung.[5]

- Am 22. Februar 1957 löste sich von einer Douglas C-124A Globemaster II der US Air Force (51-0141) beim Start vom Flughafen Seoul-Gimpo ein Propellerblatt, durchschlug den Rumpf, zerriss dabei die Steuerseile von Querruder und Seitenruder und tötete vier Passagiere. Ein weiteres Propellerblatt traf das Nachbartriebwerk und setzte es außer Betrieb. Als einzige Möglichkeit blieb nur die Notlandung auf einer Sandbank des Han-Flusses, wobei das Oberdeck nach unten durchbrach. Das Flugzeug sollte mit 149 Passagieren zur Tachikawa Air Base bei Tokio fliegen; von den 159 Personen an Bord kamen 21 ums Leben.[6]

- Am 28. März 1963 stürzte eine Curtiss C-46 Commando der Südkoreanischen Luftwaffe (Luftfahrzeugkennzeichen ROKAF unbekannt) während des Anflugs auf den Flughafen Gimpo 16 Kilometer südwestlich von Seoul (Südkorea) bei heftigem Regen ab. Alle 11 Insassen, Besatzungsmitglieder und Passagiere, kamen ums Leben.[7]

- Am 19. November 1980 setzte eine Boeing 747-200 der Korean Air Lines (HL7445) rund 100 m vor der Landebahn auf und rutschte auf dem Bauch über das Flughafengelände. Im dabei ausgebrochenen Feuer starben 15 der 212 Menschen an Bord; die Maschine wurde zerstört (siehe auch Korean-Air-Lines-Flug 015).[8]

- Am 25. November 1989 kam es beim Start einer Fokker F28 der Korean Air (HL7285) zu einem teilweisen Schubverlust. Die Piloten verloren die Kontrolle und brachen den Start ab, wobei die Maschine über das Landebahnende hinaus schoss und zum wirtschaftlichen Totalschaden wurde. Alle 48 Insassen überlebten den Unfall.[9]

- Am 5. August 1998 verunglückte eine Boeing 747-400 der Korean Air (HL7496), als der Kapitän die Schubumkehr asymmetrisch bediente, da er sie bei einem Triebwerk nicht aktivierte. Die Maschine kam seitlich von der Landebahn ab, wobei ein Teil des Hauptfahrwerks abgerissen wurde. Alle 395 Menschen an Bord konnten aus der zerstörten Maschine gerettet werden.[10]